# Michaelskirche (Neuenkirchen)

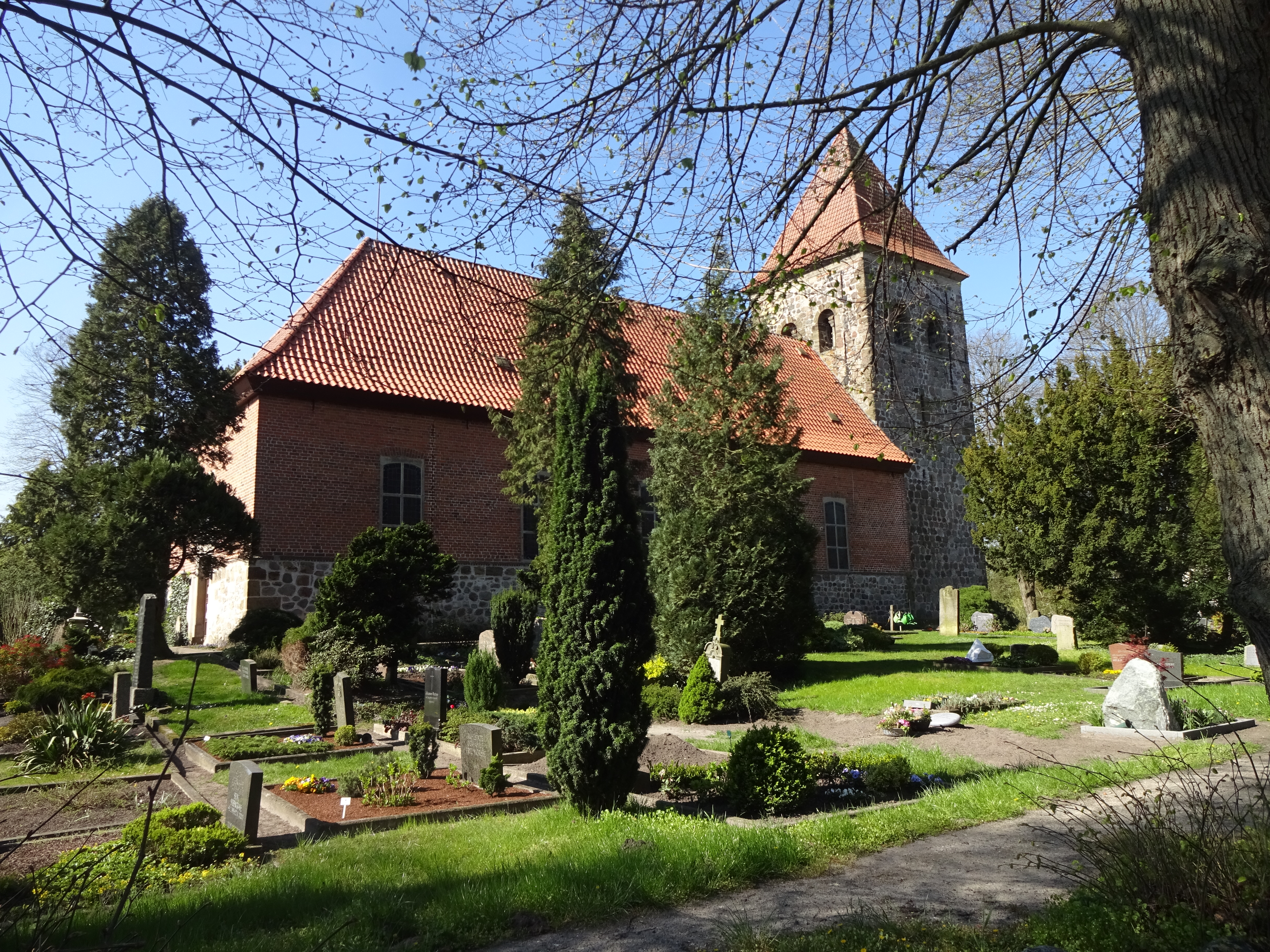
Kirche Neuenkirchen und Friedhof

Die teils romanische Michaelskirche (St. Michael) an der Landstraße 71 in der niedersächsischen Gemeinde Schwanewede, Ortsteil Neuenkirchen, stammt aus dem 12. und 18. Jahrhundert. Das Gebäude und der Friedhof nebst Einfriedigung stehen unter Denkmalschutz (siehe auch Liste der Baudenkmale in Schwanewede). Die Kirche ist nach dem Erzengel Michael benannt.

## Geschichte und Beschreibung

### Geschichte
Das Kirchspiel Neuenkirchen ist im 12. Jahrhundert als „Nigenkarken“ (Neuenkirchen) auf einer Landkarte der Region Unterweser erstmals verzeichnet. Zuvor soll es bereits eine hölzerne Kirche im Ort gegeben haben. Die Kirche geht auf die Herren von Stelle zurück, Dienstleute des Bremer Erzbischofs Liemar. Er schenkte ihnen 1080 u. a. ein großes Gebiet in dem Bruch bei Rade (Stellerbruch). Auf Initiative des Erzbischofs zu Bremen luden die Herren von Stelle die Herren von Rade und die Herren von Reken (Rekum) ein, eine Kirche zu bauen. Auf dem Klint entstand die St.-Michaels-Kirche, die 1192 eingeweiht wurde. Der Turm diente auch als Zufluchtsort bei Überfällen. Mit der Kirche entstand das Kirchspiel und das Dorf Neuenkirchen.

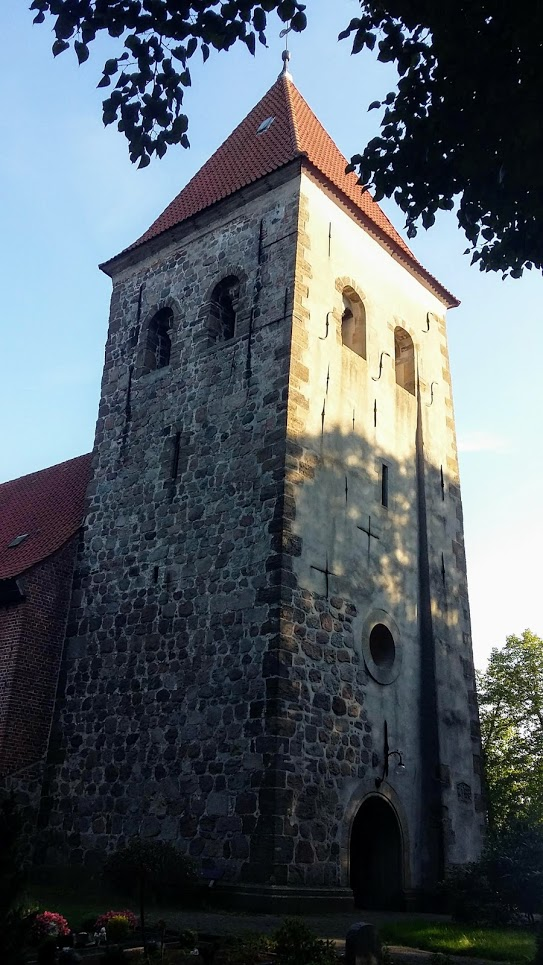
Romanischer Turm

Ab der Zeit um 1522 wurden mit der Reformation Bremen und das Umland zunächst lutherisch. 1534 wurde die durch Luther genehmigte Bremische Kirchenordnung eingeführt. In der sogenannten „zweiten Reformation“ in Bremen schloss sich Bremen mit Neuenkirchen 1581 der theologischen Richtung Philipp Melanchtons und somit der gemäßigten Reformierten Kirche (siehe Bremer Kirchengeschichte) an. Neuenkirchen und Rekum sowie Blumenthal kamen nach dem Ersten Bremisch-Schwedischen Krieg 1654 zum neu geschaffenen Herzogtum Bremen unter schwedischer Oberhoheit. Nach dem Reichsdeputationshauptschluss 1803 wurde aus der Reformierten Bremischen Amtskirche schrittweise eine Bremische Evangelische Kirche und das reformierte Bekenntnis verlor sich mehr und mehr zugunsten einer allgemeinen Evangelischen Kirche. Erst 1939 kam Blumenthal mit Rekum wieder zu Bremen, nicht jedoch Neuenkirchen; die jeweiligen Kirchen behielten ihr reformiertes Bekenntnis bei.

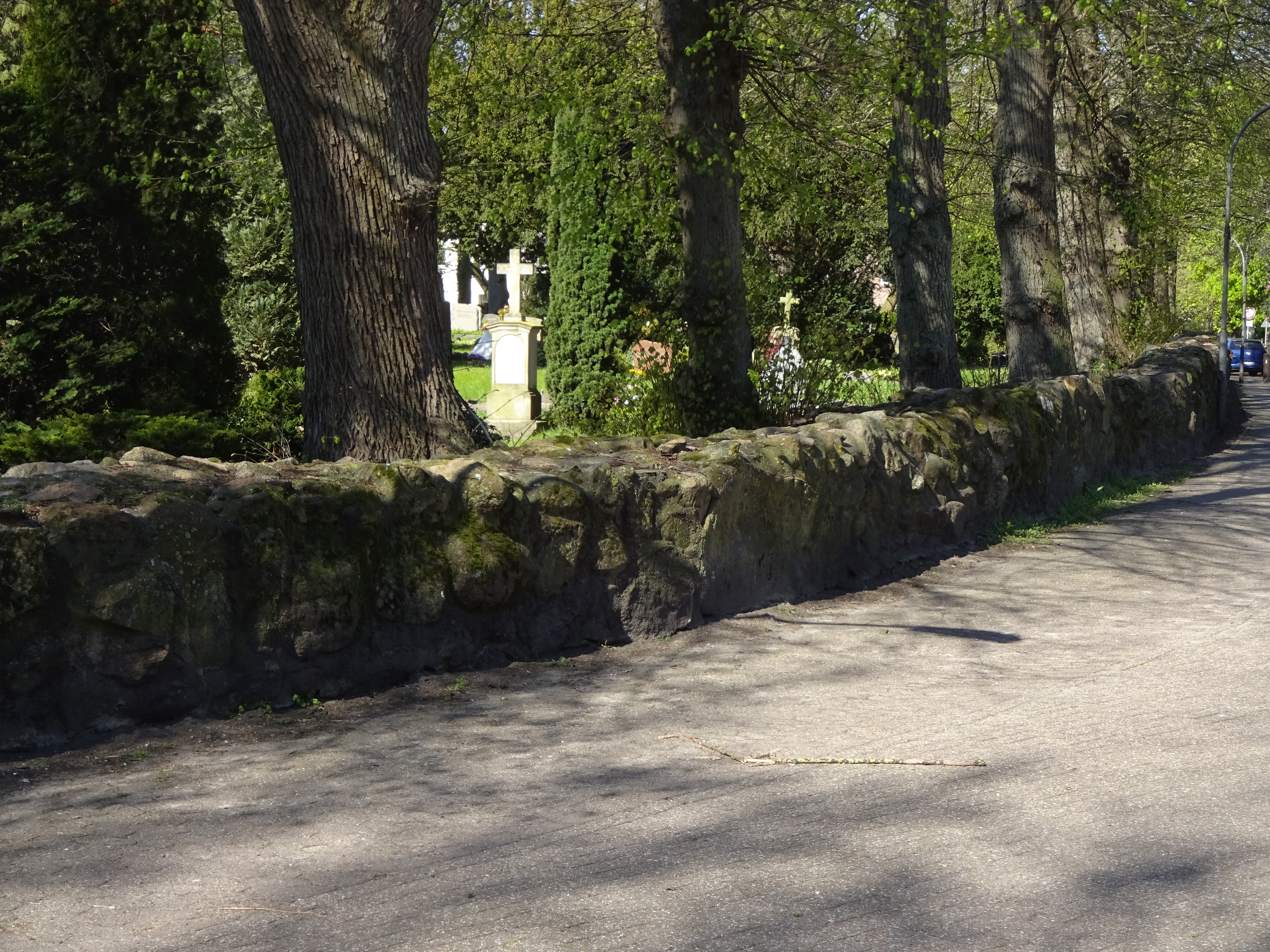
Friedhof und Mauer

### Anlage
Kirchenschiff: Die rechteckige Saalkirche besteht im unteren Teil aus Natursteinquadern, im oberen aus Backsteinmauerwerk. Sie hat ein ziegelgedecktes Satteldach mit Walm nach Osten. Das Kirchenschiff und der Turm (in Stein) wurden im 12. Jahrhundert gebaut. Das obere Kirchenschiff bestand anfänglich vermutlich noch aus Holzfachwerk; bis 1192 erhielt es auch ein Steingewölbe.
Die oberen barocken Backsteinbereiche wurde 1768 unter Leitung des Moorinspektors Jürgen Christian Findorff erneuert, da das obere Kirchenschiff der Feldsteinkirche baufällig war. Charakteristisch sind die Säulen mit einfachen Würfelkapitellen ohne Verzierung, die das Kreuzgewölbe tragen. In Deutschland soll es nur noch wenige Kapellen dieser Art geben.
Der quadratische viergeschossige und wuchtige romanische Westturm von 1192 besteht aus lagerhaftem Feldsteinmauerwerk mit Eckverzahnungen und gekuppelten Klangarkaden aus Portasandstein und mit einem ziegelgedeckten Pyramidendach sowie zwei Rundbogenfenstern. Der Dachstuhl brannte mehrfach ab. Die heutige Dachform entstand 1902. Das alte Turmdach war höher und spitzer, bis 1856 mit Holzschindeln, danach mit Schiefer eingedeckt. Der Turm ist 32 Meter hoch. Türme dieser Bauart soll es nur noch in Berne und Hannover geben.
Im querorientierten Innenraum ist die originale Farbfassung erhalten. Die Innenausstattung stammt aus der Zeit der Sanierung im 18. Jahrhundert, so der Kanzelaltar, die leicht geschwungene raumbestimmende Empore, das Gestühl und die Priechen.
Der denkmalgeschützte Friedhof mit größeren Rasenflächen und herausragenden alten Grabsteinen wird umgeben durch eine Feldsteinmauer aus dem 19. Jahrhundert.
Das Landesdenkmalamt befand u. a.: „… bestimmt durch ihren Turm sowohl das Orts- als auch das Kirchhofbild maßgeblich …“

## Kirchengemeinde Neuenkirchen
Die Ev.-ref. Kirchengemeinden von Neuenkirchen und Rekum arbeiten eng zusammen. Gottesdienste und weitere Veranstaltungen der Gemeinden wurden aufeinander abgestimmt und finden in der Michaelskirche Neuenkirchen, der Pfarrscheune Neuenkirchen (Landstraße 71) und in der Evangelisch-reformierten Kirche Bremen-Rekum statt.
Die Kirchengemeinde unterhält die Kitas Michaelskindergarten und Reekens Kamp. Sie hat einen Kirchenchor und eine Frauengruppe.